# Diócesis de Jingxian
La diócesis de Jingxian o de Kinghsien (en latín: Dioecesis Chimsciensis y en chino: 天主教景县教区) es una circunscripción eclesiástica de la Iglesia católica en China. Se trata de una diócesis latina, sufragánea de la arquidiócesis de Pekín. Desde el 18 de septiembre de 1967 es sede vacante de acuerdo al Anuario Pontificio, pero administrada de hecho por el obispo Peter Feng Xin-mao. La Asociación Patriótica Católica China suprimió la diócesis en 1980, su territorio fue dividido entre dos nuevas diócesis: la diócesis de Xingtai y la diócesis de Hengshui, sin asentimiento de la Santa Sede.

## Territorio y organización
La diócesis tiene 9500 km² y extiende su jurisdicción sobre los fieles católicos de rito latino residentes en parte de las provincias de Hebei
La sede de la diócesis se encuentra en la localidad de Jingzhou en el condado de Jingxian, en donde se halla la Catedral de María Auxiliadora.
En 1950 en la diócesis existían 18 parroquias

## Historia
La prefectura apostólica de Jingxian fue erigida el 24 de abril de 1939 con el breve Ad uberiores del papa Pío XI, obteniendo el territorio del vicariato apostólico de Xianxian (hoy diócesis de Xianxian).
El 9 de enero de 1947 la prefectura apostólica fue elevada al rango de diócesis.
El 12 de julio de 1949 la provincia de Hebei fue ocupada fue ocupada por el Partido Comunista de China, que se impuso en la guerra civil y se proclamó la República Popular China el 1 de octubre de 1949. Todos los misioneros extranjeros fueron expulsados de China comunista. En 1951 China comunista y la Santa Sede rompieron relaciones diplomáticas, reconociendo la Santa Sede a la República de China en Taiwán como el legítimo gobierno chino.
La Asociación Patriótica Católica China fue creada con el apoyo de la Oficina de Asuntos Religiosos de la República Popular de China en 1957, con el objetivo de controlar las actividades de los católicos en China. Su nombre público es Iglesia católica china y es referida como la "Iglesia oficial" en contraposición a la "Iglesia subterránea" o "Iglesia clandestina" leal a la Santa Sede.
En el período de 1966 a 1976 la Revolución Cultural se ensañó especialmente contra la religión, destruyéndose numerosas iglesias.
La diócesis fue suprimida por las autoridades chinas en 1980. Su territorio fue dividido entre dos nuevas diócesis: la diócesis de Xingtai, conformada con el territorio de las diócesis de Zhaoxian y Shunde y partes de las diócesis de Yongnian y Jingxian; y la diócesis de Hengshui, que corresponde a la parte remanente de la diócesis de Jingxian.
El 6 de enero de 2004 Peter Feng Xin Mao fue ordenado obispo coadjutor de la diócesis.
El 22 de septiembre de 2018 se firmó en Pekín el Acuerdo provisional entre la Santa Sede y la República Popular de China sobre el nombramiento de los obispos. El 22 de octubre de 2020 el acuerdo fue prorrogado por otros dos años y en octubre de 2022 por otros dos años más.
Debido a la situación particular de la Iglesia católica en China, la Santa Sede no nombra obispos para las diócesis chinas, que son sedes oficialmente vacantes incluso en presencia de obispos reconocidos por Roma.

## Estadísticas
Según el Anuario Pontificio 2002 la diócesis tenía a fines de 1950 un total de 32 645 fieles bautizados.
| Año                                                                             | Población            | Población | Población      | Sacerdotes | Sacerdotes    | Sacerdotes    | Bautizados por sacerdote | Diáconos permanentes | Religiosos | Religiosos | Parroquias |
| Año                                                                             | Bautizados católicos | Total     | % de católicos | Total      | Clero secular | Clero regular | Bautizados por sacerdote | Diáconos permanentes | Varones    | Mujeres    | Parroquias |
| ------------------------------------------------------------------------------- | -------------------- | --------- | -------------- | ---------- | ------------- | ------------- | ------------------------ | -------------------- | ---------- | ---------- | ---------- |
| 1950                                                                            | 32 645               | 2 500 000 | 1.3            | 51         | 15            | 36            | 640                      |                      | 12         | 27         | 18         |
| Fuente: Catholic-Hierarchy, que a su vez toma los datos del Anuario Pontificio. |                      |           |                |            |               |               |                          |                      |            |            |            |

## Episcopologio
- Leopold Brellinger, S.I. † (4 de mayo de 1939-18 de septiembre de 1967 falleció)
  - Sede vacante
  - Peter Fan Wen-xing † (20 de diciembre de 1981 consagrado-1999 renunció)
  - Matthias Chen Xi-lu † (1999 por sucesión-16 de enero de 2008 falleció)
  - Peter Feng Xin-mao, por sucesión el 16 de enero de 2008